# Villars-sous-Écot
Villars-sous-Écot település Franciaországban, Doubs megyében. Lakosainak száma 338 fő (2022. január 1.). Villars-sous-Écot Colombier-Fontaine, Écot, Goux-lès-Dambelin, Saint-Maurice-Colombier és Étouvans községekkel határos.

## Népesség
A település népessége az elmúlt években az alábbi módon változott:
| Lakosok száma | 178  | 348  | 362  | 381  | 363  | 356  | 352  | 347  | 345  | 338  |
|               | 1968 | 1982 | 1990 | 2006 | 2013 | 2015 | 2017 | 2019 | 2020 | 2022 |